# كاليروي بارين
كاليرو بارين (اليونانية: Καλλιρρόη Παρρέν؛ 1861 – 15 يناير 1940) صحفية وكاتبة يونانية في أواخر القرن التاسع عشر، وهي إحدى رواد الحركة النسوية في اليونان.

## بدايات حياتها
وُلدت كاليروي في ريثمنو بجزيرة كريت لعائلة من الطبقة المتوسطة وحصلت على تعليمها الابتدائي في مدرسة الراهبات في بيرايوس. عند إكمال تعليمها الابتدائي درست في أفضل مدرسة للإناث في أثينا وفي عام 1878 تخرجت من مدرسة أرساكيون لتدريب المعلمات. كانت ذكية جدًا وتعرف عدة لغات من ضمنها الروسية والفرنسية والإيطالية والإنجليزية. دُعيت إلى أوديسة لتُدير مدرسة المجتمع اليوناني للفتيات، ذهبت أيضًا إلى أدريانبول لتُدير مدرسة زابيون للمجتمع اليوناني. استقرت في نهاية المطاف في أثينا مع زوجها وهو صحفي فرنسي اسمه جان بارين والذي أسس وكالة الصحافة الفرنسية في القسطنطينية.

## صحيفة النساء
أطلقت من أثينا الحركة النسوية في اليونان مع تأسيس صحيفة النساء عام 1887. كانت هذه الصحيفة تُدار من قبل كادر نسائي كامل وكانت في البداية عبارة عن 8 صحفات تصدر أسبوعيًا حتى عام 1908 إذ أصبحت نصف شهرية واستمرت حتى عام 1916. كانت كاليروي تمتلك طريقة في التواصل مع الآخرين مكنتها من إقناع أشهر كاتبات عصرها بالمشاركة في صحيفتها حتى الكاتبات اللاتي لم يكن يعتبرن أنفسهن نسويات. توقفت الصحيفة عن الصدور بعد طرد كاليروي من قبل إدرة رئيس الوزراء إلفثيريوس فينيزيلوس إلى جزيرة هيدرا وذلك بسبب معارضتها لتدخل اليونان في الحرب العالمية الأولى إل جانب الوفاق الثلاثي.

## المبادرات
عندما كانت لا تزال في أثينا عملت بقرب مع الحركات النسائية الأوروبية والأمريكية ومثلت الجريدة في المؤتمرات العالمية التي عُقدت في باريس أعوام 1888 و1889 و1896 و1900 وفي المؤتمر الذي عُقد في شيكاغو عام 1893. بالرغم من نضال بارين لحقوق النساء فقد كان تركيزها على الفرص التعليمية والتوظيف بدلًا من حق المرأة بالاقتراع. أقدمت على هذا الفعل لأغراض تكتيكية إذ لم ترد أن تضغط بشكل صارخ ولا تحصل على أي شيء بل كانت خطتها تقوم على بناء أساس قوي يكون تصويت النساء مقبولًا يومًا ما بشكل أسهل. بحلول عام 1908 ونتيجةً لجهود جبارة أسِس المجلس الوطني للنساء اليونانيات وكان يتبع المجلس النسائي العالمي.
أسست بين أعوام 1890 و1896 منظمات رعاية للنساء مثل مدرسة الأحد وملجأ القديسة كاثرين ومطبخ الحساء. تمكنت عام 1900 من التوصل للحصول على حماية الدولة للأطفال ولظروف عمل النساء من خلال مناشدة الوزير ثيودوروس ديليانيس.
ادّعى تقرير صدر عن تحرير النساء في يونان القرن التاسع عشر أنه وخلال سعي اليونانيين إلى الوطنية اكتسبت النساء دورًا حضاريًا هيلينينًا. يُعزى توسيع هذا الدور لبارين وذلك من خلال التحدث عن النساء في صحيفتها ليكون دورهنّ فعالًا أكثر بمعايير الوطنية.
أسست بارين في عام 1896 اتحاد النساء اليونانيات، إذ كان للاتحاد انخراط فعّال في جمع التبرعات وخياطة الملابس للجنود وتدريب الطاقم الطبي خلال الحرب العثمانية اليونانية عام 1897. تضمنت إنجازاتها أيضًا تأسيس نادي الليسيوم للنساء اليونانيات عام 1911 من أجل النضال ضد أشكال متعددة من الظلم في المجتمع اليوناني وكسب التأييد بنجاح لقبول النساء في جامعة أثينا. كتبت بارين أيضًا كتاب تاريخ النساء اليونانيات من 1650 حتى 1860.
كانت بارين إحدى المؤسسات لجمعية الوفاق الصغير للنساء والتي أسست عام 1923 لتوحيد النساء في شبه حزيرة البلقان. شغلت أيضًا رئيسة القسم اليوناني للعصبة الدولية النسائية للسلام والحرية في فترة مابين الحربين.

## الصالون الأدبي
كانت تدير بالإضافة لكل تلك المبادرات صالونًا أدبيًا يُعرف باسم أيام السبت الأدبية. كانت صديقة لكل من جولييت آدم وجافيريليدس وجولز سيمون وشينوبولوس والشاعر كوستيس بالامس. كتب بالامس قصيدة شهيرة عنها. كات صديقة جيدة للنساء والرجال على حد سواء في دائرة معارفها الأدبية ولكن إذا شعرت أن أحدًا يُهدد اهتمامتها النسوية تهاجم بشراسة، إذ وقعت حادثة مع رولديس والذي يُعرف أنه أبو النقد اليوناني الأدبي والذي استفزها بخصامه مع الكاتبات عام 1893. غذى الشجار الصحافة الأثينية لعدة شهور.

## الروايات
بالإضافة لنشر صحيفتها وإدارة صالونها الادبي كتبت بارين عدة روايات. نُشرت الروايات أولًا في صحيفتها تحت الاسم الأدبي مايا. كانت الاستجابة للرويات من الجمهور النسائي حماسية جدًا. نُشرت رواياتها في ثلاثة مجلدات متعاقبة الأولى المرأة المُتحررة عام 1900 والثانية الساحرة عام 1901 والثالثة العقد الجديد عام 1902. شكلت هذه الكتب ثلاثية أطلِق عليها كتب الفجر وكانت عن صراع النساء اليونانيات للوصل للإنجاز الذاتي والتحرر. استُقبلت الثلاثية بشكل جيد بين الجمهور والنقّاد إذ كتب عنها الناقدان جريجوريوس شينوبولوس وكوستيس بالامس أنها مساهمة مميزة في الرواية الاجتماعية اليونانية. وصلت هذه الملحمة عام 1907 لمستوى جديد من الشعبية عندما اقتُبست عنها مسرحية بعنوان المرأة الجديدة والتي كانت بطلتها ماريا كوتوبلي إحدى أشهر الممثلات في القرن العشرين. نشرت بارين بالإضافة للثلاثية الشهيرة رواية ليلي الشاحبة وبلا اسم واللتان لسوء الحظ ضاعتا منذ نشرهما.

## وفاتها
توفت في أثينا يوم 15 يناير 1940 بعد حياة مليئة بالعمل الجاد في مجال الصحافة والكتابة.